# 盐场堡乡
盐场堡乡是中国陕西省榆林市定边县下辖的一个乡。

## 行政区划
盐场堡乡下辖以下行政区：
西梁湾村、北畔村、二楼村、东滩村、波萝池村、马圈村、杜井村、张梁村、烂泥池村